# Claret (Tremp)
Claret es una localidad española del municipio de Tremp, perteneciente a la provincia de Lérida, en la comunidad autónoma de Cataluña.

## Historia
Hacia mediados del siglo XIX, el lugar, por entonces con ayuntamiento propio, tenía contabilizada una población de 85 habitantes. La localidad aparece descrita en el sexto volumen del Diccionario geográfico-estadístico-histórico de España y sus posesiones de Ultramar de Pascual Madoz de la siguiente manera:

CLARET: l. con ayunt en la prov. de Lérida (16 horas), part. jud. y adm. de rent. de Tremp (1/2), aud. terr. y c. g. de Cataluña (Barcelona 40), dióc. de Seo de Urgel (16): se halla sit. en un llano á lo alto de una colina sobre el barranco llamado de Ricós: está construido sobre una roca formando como una plaza; le combaten todos los vientos, y el clima aunque algo frio, es bastante saludable. Tiene 17 casas de un solo piso, y cárcel en la casa llamada del Baron; la igl. parr. (Ntra. Sra. de la Esperanza), la sirve un cura perpetuo de provision del diocesano en concurso general; el cementerio á la inmediacion del pueblo, está bien sit., y á tiro de fusil del mismo, en direccion NO., se halla una capilla dedicada á Sta. Elena. Los vecinos se surten de agua para sus usos de un pozo comunal que está al O. del l. dist. medio cuarto de hora, no perjudica su salubridad en modo alguno, pero en tiempo de sequia se ven en la precision de ir á buscarla á una fuente llamada la Coma que dista mas de 1/2 hora: podria traerse dicha agua cerca del mismo pueblo, pero la miseria de sus hab. no permite gasto de tal naturaleza. Confina el térm. N. con el de Tendruy; E. con el de Talarn; S. con el de Mur, y O. con Puigber y Figols, mediante la Cuadra de la Casa Blanca; la estension que comprende es de 3/4 de hora en todas direcciones: hay en este térm. al O. del pueblo, una casa con cuadra ó término propio, pero del catastro y jurisd. de Claret, y es la mencionada Casa Blanca: junto al mismo l. corre de NO. á E. el nombrado barranco de Ricós que le deja á su der., y como á cosa de 1/2 hora por el lado S. otro llamado dels Pots, en que apenas baja agua sino en tiempo de lluvias, causando en los fuertes aguaceros un daño de consideracion que no puede evitarse sino con grandes gastos: con las aguas de este barranco se riegan algunos huertecitos en los años en que no es mucha la sequia. El terreno participa de monte y llano, de mediana calidad una parte y malo en otra, produciendo sin embargo uno con otro el 4 por 1 de sembradura: no se encuentran en él bosques, ni siquiera la leña necesaria para el consumo. Los caminos dirigen todos de pueblo á pueblo, son de herradura y se hallan en mal estado. La correspondencia la reciben los interesados por encargo que se hacen mutuamente los vec., de la adm. de Tremp. prod.: el trigo y vino insuficiente para su consumo, y minas de yeso; se mantiene ganado vacuno, mular y asnal, y hay caza abundante de perdices y conejos. pobl.: 14 vec., 85 alm. cap. imp.: 14,546 rs. contr.: el 14'28 por 100 de esta riqueza.
(Madoz, 1847, p. 475)

En la actualidad pertenece al municipio de Tremp. En 2022, la entidad singular de población tenía empadronados 8 habitantes.

## Patrimonio
En el lugar hay una iglesia bajo la advocación de Nuestra Señora de la Esperanza y una ermita dedicada a Santa Elena.